# Михаил Бошнаков
Михаил Антонов Бошнаков (Бошнакович) е български опълченец от III опълченска дружина, четвърта рота, в Руско-турската война (1877–1878)

## Биография
Роден е на 28 януари 1853 година в град Неготин, Сърбия. Родителите му Ана и Антон са българи - преселници от Видинско. Остава кръгъл сирак на 10-годишна възраст. Осиновен е от семейство на търговец в Белград и учи в Белградската гимназия.
Участва в Сръбско-турската война в 1876 година. Зачислен е като български доброволец в отряда на генерал Черняев и ротния командир капитан Шинковский.
По време на Руско-турската война (1877–1878) участва в Българското опълчение. По съвет на Любен Каравелов, когото среща в Белград, заминава за град Кишинев и на 18 май 1877 година постъпва в III опълченска дружина, IV рота. Сражава се срещу турските войски при Стара Загора на 17, 18 и 19 юли 1877 година под командата на дружинния командир, подполковник Павел Калитин и ротния командир, капитан Анатолий Стесел. Участва в битката на връх Шипка на 9, 10 и 11 август 1877 година и в боевете при Шейново на 27, 28 и 29 декември 1877 година. Участва в схватките срещу башибозука при село Тича, село Медвен, село Садово от 6 януари до 22 януари 1878 година. Уволнен е от опълчението на 24 юни 1878 година. 
След Освобождението живее в Белоградчик и работи като секретар на общината, а по-късно като чиновник – агент на Българската народна банка. Жени се за Елена от село Търговище, Белоградчишко, с която имат девет деца.
По време на Сръбско-българската война в 1885 година е в Белоградчишкия отряд на поручик Стефан Чолаков и участва в отбраната на град Белоградчик.
На 7 февруари 1923 година с решение на Габровския градски общински съвет е обявен за почетен гражданин на Габрово.
Умира във Видин на 24 септември 1939 година. Погребан е тържествено, с военни почести и артилерийски залп.